# 아일리원

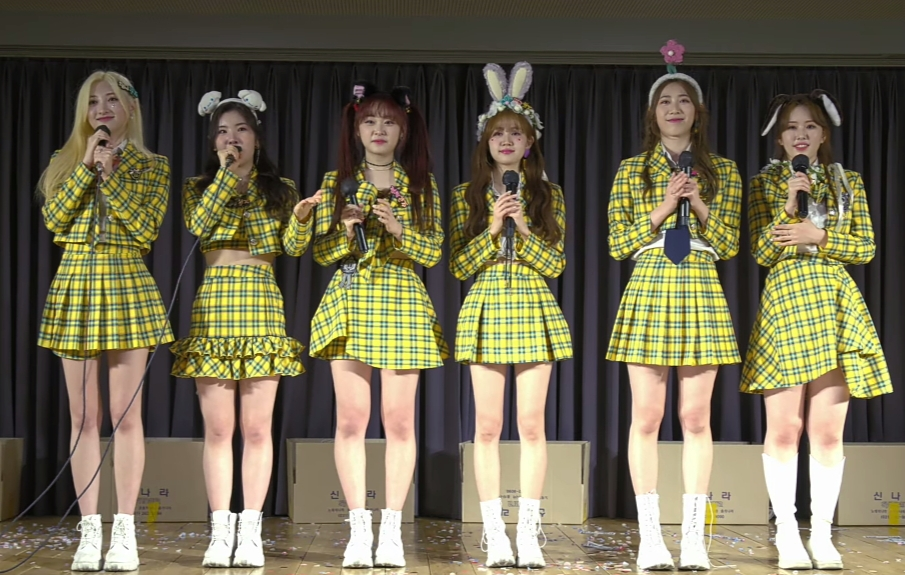
2022년 4월 24일의 아일리원

아일리원(ILY:1)은 FC ENM이 결성한 대한민국의 다국적 걸 그룹이다. 6명의 멤버로 구성된다: 나유, 하나, 아라, 로나, 리리카, 엘바. 이들은 2022년 4월 4일 싱글 음반 Love in Bloom으로 데뷔했다.

## 이름
아일리원의 그룹명 ILY:1은 나 스스로를 의미하는 'I'와 -ly'의 결합으로, '내가 나 자신을 좋아한다'('I like myself')를 의미한다. ILY는 'I love you'의 두문자어이기도 하다.

## 구성원
- 나유(본명:김예원/생일:2002년7월 23일)-리더/한국인
- 하나(본명:하야세하나/생일:2000년2월 27일)-맏언니/일본인
- 아라(본명:이윤지/생일:2002년1월 23일)-한국인
- 로나(본명:장찡/생일:2002년6월 5일)-대만인/원래는 AKB48 그룹중 하나인 AKB48 Team TP의 1기 연구생이다.
- 리리카(본명:키시다리리카/생일:2002년7월 2일)-일본인
- 엘바(본명:이용화/생일:2003년5월 5일)-대만인

## 디스코그래피

### 싱글 음반
- Love in Bloom (2022년 4월 4일)
- Que Sera Sera (2022년 7월 19일)
- <Thanks to...> (2022년 12월 25일)
- 내 남자친구에게 (To My Boyfriend) (2023년 10월 24일)
- IMMM (2024년 4월 4일)

### 미니앨범
- A Dream of ILY:1 (2023년 1월 5일)
- New Chapter (2023년 7월 25일)
- illang : Firework (2024년 8월 20일)